# Ludwieg-Rohr

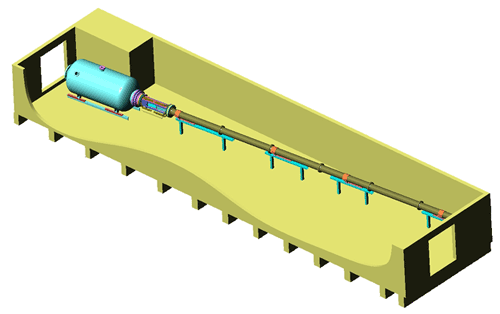
Aufbau eines Ludwieg-Rohrs mit Vakuumbehälter (links), Düse und Testabschnitt (mittig) und Expansionsrohr (rechts)

Ein Ludwieg-Rohr ist ein kostengünstiger und einfacher Versuchsaufbau, um Überschall- und Hyperschallströmungen zu produzieren. Mach-Zahlen bis 4 können zuverlässig ohne zusätzliche Heizung erreicht werden; mit einer Vorheizung der Expansionsgase lassen sich Mach-Zahlen um 11 erreichen.

## Arbeitsweise
Ein Ludwieg-Rohr ist ein Windkanal, der Kurzzeitmessungen in Über- oder Hyperschallströmungen ermöglicht. Ein großer evakuierter Druckbehälter ist, durch ein schnell schaltendes Ventil oder ein Diaphragma getrennt, hinter eine konvergent-divergente Düse geschaltet (Anordnung vor der Düse ist auch möglich). An der anderen Seite der Düse befindet sich ein langes zylindrisches Rohr, dessen Querschnitt deutlich größer als der Querschnitt der Düse ist. Zur Inbetriebnahme wird der Druck im Expansionsrohr erhöht und – wenn nötig – das Gas beheizt. Zum Start der Messung wird das Ventil schlagartig geöffnet bzw. das Diaphragma (mechanisch durch einen spitzen Körper) zerstört. Hierdurch bildet sich im Vakuumtank eine Stoßwelle aus, und eine Verdünnungswelle läuft in das Expansionsrohr. Während sich im Druckspeicher (Expansionsrohr) eine Unterschallströmung in Richtung der Düse ausbildet, wird das Gas dort in den Überschall beschleunigt. Die entstehende Strömung ist stationär, bis der Expansionsfächer vom hinteren Ende des Expansionsrohres reflektiert wird und die Düse erreicht. Typische Messzeiten liegen in der Größenordnung von 100 Millisekunden, was für die meisten Messungen ausreicht.

## Geschichte
Das Ludwieg-Rohr wurde von Hubert Ludwieg (1912–2001) im Jahre 1955 erfunden. Er entwickelte es als Beitrag zu einem Wettbewerb, in dem das Design eines transsonischen oder Überschallkanals entwickelt werden sollte, der hohe Reynolds-Zahlen zu kleinen Betriebskosten erreichen kann. Professor Ludwieg demonstrierte und erklärte auch den starken Einfluss der Pfeilung von Tragflächen im transsonischen Bereich auf den Strömungswiderstand (Dissertation von 1937).